# Кредера-Рубб'яно
Кредера-Рубб'яно (італ. Credera Rubbiano) — муніципалітет в Італії, у регіоні Ломбардія,  провінція Кремона.
Кредера-Рубб'яно розташована на відстані близько 450 км на північний захід від Рима, 45 км на південний схід від Мілана, 35 км на північний захід від Кремони.
Населення — 1643 особи (2014).
Покровитель — San Donnino.

## Демографія
Населення за роками:

Станом на 1 січня 2023 року в муніципалітеті офіційно проживало 78 іноземців з 11 країн, серед них 35 громадян країн Євросоюзу та 5 громадян України.

## Сусідні муніципалітети
- Каперньяніка
- Казалетто-Чередано
- Кавенаго-д'Адда
- Москаццано
- Рипальта-Кремаска
- Турано-Лодіджано